# وود وی (واشینگتن)
وود وی (به انگلیسی: Woodway) شهری در شهرستان اسنوهومیش ایالت واشنگتن است که در سرشماری سال ۲۰۱۰ میلادی، ۱۳۰۷ نفر جمعیت داشته است.